# Homogenezing
Homogenezing of conversietherapie is een behandeling waarbij gepoogd wordt om de genderidentiteit of seksuele gerichtheid van een individueel persoon te veranderen tot de heersende norm, meestal van homo- naar heteroseksualiteit middels religieuze interventies. Vormen zijn onder meer pastorale gesprekken, gebedsgenezing, gedragsinterventies en duivelsuitdrijving. Homogenezing is een vorm van homotherapie.

## Effectiviteit
Er bestaat geen bewijs dat iemands seksuele geaardheid kan worden veranderd en medische instituten waarschuwen dat homogenezingspraktijken ineffectief en schadelijk zijn. Medische, wetenschappelijke en overheidsorganisaties in de Verenigde Staten en het Verenigd Koninkrijk hebben hun zorgen geuit over de geldigheid, effectiviteit en ethiek van conversietherapieën.

## Legaliteit
Verscheidene jurisdicties hebben wetten aangenomen tegen homogenezing, zoals Duitsland in december 2019. De Nederlandse Tweede Kamer heeft in 2021 een motie aangenomen die het kabinet oproept om met een wetsvoorstel te komen om homogenezingstherapie strafbaar te stellen. Deze motie werd gesteund door D66, VVD, PvdA en GroenLinks. Het demissionaire kabinet besloot echter om de motie niet te volgen omdat niet duidelijk zou zijn hoe dit in de praktijk uitgevoerd kan worden. D66, VVD, PvdA en GroenLinks kondigden aan een initiatiefwet te schrijven. In 2022 dienden deze partijen samen met de SP en de Partij voor de Dieren het initiatiefwetsvoorstel om conversietherapie strafbaar te stellen in. Deze partijen hebben een kamermeerderheid. Aanhangig is dit Voorstel van wet van de leden Paulusma, Becker, Westerveld, Van Nispen en Kostic tot wijziging van het Wetboek van Strafrecht en enige andere wetten in verband met het strafbaar stellen van handelingen gericht op het veranderen of onderdrukken van de seksuele gerichtheid of genderidentiteit (Wet strafbaarstelling conversiehandelingen). Eerder stond in de titel ook genderexpressie.
In België werd in 2023 een wet aangenomen door de Kamer van volksvertegenwoordigers die het uitvoeren, promoten en voorstellen van conversiepraktijken strafbaar stelt. Alle aanwezige parlementsleden stemden voor, op Vlaams Belang na dat zich onthield. Conversiepraktijken worden gedefinieerd als elke praktijk die als bedoeling heeft de genderidentiteit, genderexpressie of seksuele oriëntatie van een persoon te onderdrukken of veranderen.
Bi+ ·
Homoseksualiteit ·
Lesbianisme ·
Biseksualiteit ·
Panseksualiteit ·
Polyseksualiteit ·
Aseksualiteit ·
Demiseksualiteit ·
Queer ·
Questioning ·
Androfilie ·
Gynofilie
Cisgender
(Vrouw ·
Man) ·
Transgender
(Transvrouw ·
Transman ·
Transseksualiteit) ·
Intersekse ·
Tweeslachtigheid ·
Genderqueer ·
Questioning ·
Androgyn ·
Queer ·
Polygender
(Bigender ·
Trigender) ·
Pangender ·
Agender ·
Demigender
(Demigirl ·
Demiboy ·
Demifluïde ·
Demiflux ·
Demiandrogyn) ·
Neutrois ·
Genderfluïde
(Amorgender) ·
Genderflux ·
Intergender ·
Aporagender ·
Pocketgender ·
Derde geslacht ·
Butch en femme ·
Gendernon-conform ·
Queerheteroseksueel ·
Hijra ·
Two-spirit ·
Fa'afafine ·
Akava'ine ·
Androgynos ·
Bissu ·
Fakaleiti ·
Kathoey ·
Khanith ·
Mahu ·
Mak nyah ·
Muxe ·
Tomboy ·
Travesti ·
Tumtum ·
Winkte
Seksuologie ·
Genderstudies ·
Binaire geslachtsmodel ·
Genderspectrum ·
Lavendeltaalwetenschap ·
Lgbt-literatuur ·
Queerstudies ·
Queer theory
Postgenderisme ·
Feminisme
(Lesbisch feminisme ·
Transfeminisme) ·
Queercore
Oudheid:
Oude Rome ·
Oude Egypte
Vroegmoderne tijd:
Rusland
Moderne tijd:
Nazi-Duitsland ·
Rusland ·
Sovjet-Unie
Heden:
Nederland ·
Rusland ·
Sierra Leone
Roze driehoek ·
Regenboogvlag ·
Hanky code ·
Homomonument
Heteroseksisme
(Homofobie ·
Lesbofobie ·
Bifobie) ·
Genderisme
(Transfobie ·
Transmisogynie
Discriminatie van non-binaire personen ·
Cisseksisme) ·
Heteronormativiteit ·
Pinkwashing ·
Gay panic defense
(Trans panic defense) ·
Oppositie ·
LGBT ·
Homoseksualiteit in het leger
(Don't ask, don't tell) ·
Homoseksualiteit en religie
(Jodendom ·
Christendom ·
Islam ·
Bahai ·
Hindoeïsme ·
Boeddhisme ·
Sikhisme ·
Confucianisme ·
Shintoïsme ·
Taoïsme ·
Satanisme ·
Wicca ·
Unitair Universamisme ·
Scientology ·
Zoroastrisme) ·
Discriminatie tegen mensen met HIV ·
Doodstraf voor homoseksualiteit ·
Haatcriminaliteit ·
(Correctieve verkrachting ·
Antihomoseksueel geweld ·
Antihomoseksueel terrorisme) ·
Lgbt-gerelateerde zelfmoord ·
Conversietherapie (Homogenezing) ·
Schaal van Riddle
Arlington County vs. White ·
Artikel 248bis van het Wetboek van Strafrecht (Nederland) ·
Federal Marriage Amendment ·
Goodridge vs. Department of Public Health ·
Instructie inzake de criteria om roepingen te beoordelen van personen met homoseksuele neigingen met het oog op hun toelating tot het seminarie en de Heilige Wijdingen ·
Jogjakarta-beginselen ·
Jos Brink-prijs ·
Kentucky vs. Wasson ·
Lawrence v. Texas ·
Paragraaf 175 ·
Proposition 8 ·
Sectie 28 ·
Sodomiewetgeving
(Sodomiewetgeving in de Verenigde Staten) ·
Wolfenden Report
Bear ·
Crossdressing ·
(Travestie) ·
Gay Pride Parade ·
Homohoreca ·
Homo-icoon ·
Homo-ontmoetingsplaats ·
Lhbt-boekhandel ·
Outing ·
(Coming-out)
Holebi ·
Genderdysforie ·
Homoseksualiteit bij dieren ·
Safe-space